# Etruszk cickány
Az etruszk cickány vagy kisded cickány (Suncus etruscus) az emlősök (Mammalia) osztályának Eulipotyphla rendjébe, ezen belül a cickányfélék (Soricidae) családjába és a fehérfogú cickányok (Crocidurinae) alcsaládjába tartozó faj.

## Előfordulása
A Mediterráneum (Ibéria, Olaszország, Délkelet-Európa, Észak-Afrika, Közel-Kelet) mellett Dél- és Délkelet-Ázsiában, valamint elszigetelve Afrikában is él. Főként füves pusztákon fordul elő.

## Megjelenése
A Földön az egyik legkisebb tömegű emlősállat, mindössze 2 gramm körüli (koponyaméret szerint a dongódenevér kisebb). A faj legkisebb egyedei mindössze 1,3 grammosak, és 3,6 cm hosszúak. Az átlagos egyed 6 cm hosszú a fejétől a farok tövéig – maga a farok 4 cm hosszú. Szíve percenként 1300-at ver, és percenként 300-szor vesz levegőt. Bundája szürkésbarna. Hátsó lábai rövidek, farka viszonylag vaskos. Élettartama kb. 15 hónap, más források szerint 1,5–2,5 év.

## Életmódja
Magányos életmódot folytat, agresszív állat. Tápláléka nagyrészt rovarokból és pókokból áll. Saját testméretével összemérhető állatokra vadászik, éjszaka, igen gyorsan és precízen.

## Szaporodása
A nőstény négyhetes vemhesség után 2–5 utódot hoz a világra, melyek 3 hétig szopnak.

## Fordítás
- Ez a szócikk részben vagy egészben az Etruskerspitzmaus című német Wikipédia-szócikk ezen változatának fordításán alapul.  Az eredeti cikk szerkesztőit annak laptörténete sorolja fel. Ez a jelzés csupán a megfogalmazás eredetét és a szerzői jogokat jelzi, nem szolgál a cikkben szereplő információk forrásmegjelöléseként.
- Ez a szócikk részben vagy egészben az Etruscan Shrew című angol Wikipédia-szócikk ezen változatának fordításán alapul.  Az eredeti cikk szerkesztőit annak laptörténete sorolja fel. Ez a jelzés csupán a megfogalmazás eredetét és a szerzői jogokat jelzi, nem szolgál a cikkben szereplő információk forrásmegjelöléseként.